# ホイール・アライメント
ホイールアライメント（Wheel Alignment、正しい読みは「ホイール・アラインメント」）は、自動車のホイールの整列具合のこと。サスペンションやステアリングのシステムを構成するそれぞれの部品が、どのような角度関係で自動車に取り付けられているかを示すものである。キャスタ角・キャンバ角・キングピン傾角・トーインおよびトーアウトの4つの要素からなる。

## 概要
ホイールアライメントは、かじ取り操作（ステアリング操作）を滑らかにする、直進時や旋回時の走行を安定させる、タイヤの偏磨耗を軽減する、といった目的で、主に特定の積載量、走行速度において、良好な状態となるよう設定、調整される。また、その設定を変更したり調整し直したりすることをアライメント調整やアライメント設定等という。
車としての機能である走る・曲がる・止まるは、このホイールアライメントが大きく関係している。具体的には、ホイール（タイヤ）が車に取り付けられているときに、わずかずつではあるがいろいろな方向で角度が付けられている。この微妙な角度が、一つでも狂うとバランスが悪くなり、様々な走行上のトラブルの原因となる。ホイールアライメントの構成要素には、トウ（トー）角（前輪および後輪）、キャンバ角（前輪および後輪）、キャスタ角（前輪のみ）、キングピン角（KPIまたはSAIで示される）、インクルーデッドアングル、ターニングラジアス（前輪の回転角度または切れ角のことをいい、20度回転角および最大回転角で示される）、セットバック（前後輪セットバック）、スラスト角（ジオメトリカル・ドライブ・アクシス）などの諸角度がある。もし、その自動車が4WS（四輪操舵式）の場合には、後輪のターニングラジアスも含まれる。
事故修理後（特に足回りの修理後）の点検として、ホイールアライメントは重大な要素にもなる。点検の基本として、下記の3点を確認する必要がある。
- ボディーアライメント確認（ボディー修正がカーメーカーのボディー寸法図通りに復元できているか）。
- 修理方法の適正さの確認＝修理箇所の強度に問題はないか（例えば、所定の修正装置の使用、修理手順、修理作業者の技能、溶接強度等で確認する）。
- ホイールアライメントの確認（数値が適正範囲内か）。

これまで、ホイールアライメントといえば、フロント・ホイールアライメント（Front Wheel Alignment）といったように、前輪（フロントホイール）でかじ取りをする理由からホイールアライメントは前輪にだけ存在するものと一般的に考えられていた。最近ではサスペンション構造もかなり複雑になり、もはや前輪だけのホイールアライメントだけを考えたホイールアライメント・サービスは成り立たなくなっており、全車輪的に判断する「トータル・ホイールアライメント」という考え方に変わってきている。

## キャンバ角

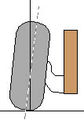
キャンバ角

車両を正面から見たとき、タイヤ上部が外側に傾く（逆ハの字）または内側に傾く（ハの字）角度をキャンバ角という。外側に傾く事を正キャンバ（ポジティブキャンバ、＋キャンバ）と言い、内側に傾く事を負キャンバ（ネガティブキャンバ、－キャンバ）と言う。キャンバ角の設定はサスペンションの挙動と組み合わせて考えられており、これをサスペンションジオメトリーと言う。現代ではタイヤの能力を活かし切ることを狙い、常に接地面積が最大となるよう、サスペンションのストローク（上下動）によるキャンバ変化が少なくなるようなサスペンションジオメトリーが主流である。
これとは別に、パワーステアリング機構が一般的ではなかった時代には、正キャンバにし、スクラブ半径（またはキングピン・オフセット）を小さくすることで操舵力を低減することがよく行われた。現代の車両のように、直進静止時にキャンバー角がほとんど付けられていないものでも、操舵角が増すとキャンバ角は正側へ移行する。このため、速度域の低い市街地走行のように舵角が大きくロールの量が少なく時間も短くなるような使い方では、両前輪タイヤの外側が摩耗しやすい。
旋回性能を高める目的では負キャンバに設定することが多い。負キャンバを付けると直進時はタイヤの内側が強く路面に接地するため、タイヤの内側から磨耗していく。

### キャンバの役割
- ステアリング操作力の軽減。キャンバを持たせることで、キングピンオフセット値を小さくして、ステアリングの操作力を軽減させている。
- 旋回性能の向上。旋回時に旋回方向から外側のタイヤに大きな横荷重と縦荷重が加わり、キャンバは正側に引き込まれてしまうため、タイヤと路面との接地性が低くなる。そのため、あらかじめ負側にキャンバを設定することで、旋回性能の向上が図られている。近年の自動車の設定ではかなり大きめの負キャンバも見受けられる。
- 極端なキャンバ角設定は以下に記す偏摩耗や直進時のグリップ低下を招き、危険である。

### キャンバの特性
かつてはキャンバをつけるとタイヤは傾いた方向に横力（キャンバー・スラスト）が加わり、車両の横流れ（直進性の低下）が発生した。ただし、現在主流のラジアルタイヤでは横流れはほとんど起きない。むしろ、過度のキャンバによる接地性の低下や偏摩耗に注意すべきである。

### キャンバー角簡易測定法
- 水平な場所に車を停める
- おもりを付けた糸を垂らす

## キングピン角
車両を正面から見たときのキングピン軸の傾きをキングピン角という。キングピン軸とは、操舵の回転軸のこと（ただし部品として軸が存在しなくともよい）。また、タイヤ接地中心とキングピン軸の地上交接点とのズレをスクラブ半径というが、特に左右方向の距離について日本ではキングピンオフセットともいう。マクファーソン・ストラット式サスペンションにおいてはストラット中心軸とキングピン軸を混同しやすいが、この2つは別のものである。（リンク画像参照）

## キャスタ角

キャスターアングルの説明図。傾きθがキャスター角である。

車両を側面（横側）から見たときの前輪のキングピン軸（操向軸）の傾きをキャスター角と言い、「操舵輪にのみ存在する」角度。横側から前輪を見ると、通常キングピン軸は上部がやや後方へ傾いている。普通の車の（操舵機構のない）後輪にはもちろんキャスタ角は存在しない。ストラットの角度やサスペンションの動作角をキャスター角と混同した解説が出回り、『リアのキャスタ角』などという言葉も氾濫しているが誤りである。車両側方から見たキングピン軸地上交接点とタイヤの接地中心の距離をキャスタートレールと呼ぶ（リンク画像参照）。

### キャスタ角の役割
- キャスタートレール（リンク画像参照）による直進性（英語版）の保持。直進時はタイヤ下部（地面との接点）が後ろに引っ張られる形となり、常に直進性を保つ働きがある。旋回時になると車輪下部（地面との接点）が内側へと引っ張られ、直進しようとする復元力となる。
- 旋回時に必要な対地キャンバの発生。旋回中は、内輪は正方向へ、外輪は負方向への変化を促し、旋回性能向上に貢献する。

### キャスタ角の特性
キャスタ角は特に直進性を保つために設定されているが、その反面キャスタ角が過小・過大・左右不等になると車輪の復元力に問題を生じ、ステアリングの戻りが悪くなったり、旋回時の操舵輪を保持するのに大きな力が必要になったり、ステアリング流れが発生する、などの現象が発生する。

## トウ（トー）角
車両を上から見たとき、進行方向に対しタイヤ前端を内側または外側に向ける角度をトウと言う。前輪のトウ＝フロントトウ、後輪のトウ＝リアトウである。直進安定性などに関係する。
進行方向に対し前端を内側に向ける角度を「トウイン (toe-in)」外側に向ける角度を「トウアウト (toe-out)」という（爪先のことをtoe[tou]と言うが、それがinを向いているかoutを向いているかということ。ヒトなら内股、がに股のようなもの）。トウインは＋で表し、トウアウトは－で表す（例えばトウアウトならば －0°06′や－1.0 mmなど）。通常は車両の幾何学的中心線を基準に考えるが、左右を総合したトータルトウも意味を持つ。
トウは角度であるが、日本ではこれまで、現場で容易に測定できることなどから車輪の前端と後端の左右方向のズレを「mm（ミリメートル）」で表してきた。ただし、車輪の直径に影響され、ズレの値が同じでもタイヤの直径が大きくなるほどトウの角度は小さくなる。現在、諸外国では一般的に角度であらわすが、日本においても海外製の測定器が流通するにしたがい、角度表示が増えてきている。

### トーの役割・効果
- タイヤの抵抗によるトーアウトの防止。前輪にはポジティブ（プラス）スクラブがつけられている事が多く、路面との摩擦抵抗により常に前開きになるようにモーメントが働く。そこで、あらかじめトーインを設定、走行中にトウアウトになることを防いでいる。
- サスペンションに内側の張力を発生させ、車両の安定性を高める。逆にトーアウトにすると、ハンドル操作に対してあいまいな反応を示すようになる。
- 偏磨耗の防止。現代のタイヤは年々偏平化の傾向にあり、ネガティブキャンバーの弊害として内側偏磨耗が起きやすい。トーインをつけることで内側偏磨耗を緩和することが出来る。

元々は、正キャンバによるキャンバースラスト（この場合、左右のタイヤが離れていこうとする）の動きを打ち消すのが目的だった。正キャンバや細く高さが高いバイアスタイヤの時代と比べると、現在のトウインの目的は全く違うものとなっているが、解説本の類では今でも内容が変わっていない事も多いため注意を要する。

### トウの特性
トウアウトは、ハンドル操作に機敏な反応を示す反面、ドライバーの疲労を引き起こす。市販車ではトウゼロからややトウインが主流であり、トウアウトは稀。競技車両などでは意図的にトウアウトにすることもあり、他の要素と組み合わせることで様々な効果を出す。
トウはキャンバ角やキャスタ角以上に、影響が大きいと言われる。車検でアライメントの要素として唯一の点検項目になっている「サイドスリップ」は、フロントのトウにもっとも近い要素と言える。

## ターニングラジアス
ターニングラジアス（ターニングアングル）は、旋回時における左右の前輪の切れ角度である。ターニングラジアスが狂うと、直進時のホイールアライメントが正しくても、タイヤの磨耗を早めることになり、旋回時の走行や安定性にも大きな影響を与える。車輛の運動上、常に適切な切れ角を持たせることが望ましい。ステアリングリンケージでのナックルアームの曲がりや、タイロッドの左右長さの不等などが発生すると、必ずタイヤの異常磨耗（トーによる磨耗）につながる。
理論的には、速度がごく低速でそれぞれの車輪がその向いている方向に動いている場合は、アッカーマン・ジャントー機構により、ほぼ理想的な方向に左右の前輪を向かせている（厳密に理想的なステアリングを機械的なリンケージで実現しようとするのは複雑になる）。速度が上がるとそれぞれの車輪でコーナリングフォースを発生させるのと同時にスリップ角が発生し、旋回の中心が、アッカーマン・ジャントー機構で仮定されている後軸の延長線上から、前方に移動するので前提が変化する。

## セットバック
セットバック (Set-Back) とは、頓挫、挫折、退歩、後退、退学のことをいうが、ホイールアライメントにおけるセットバックとは、左右輪の位置のずれ言う。ホイールアライメントテスタによって表示の方法が異なるが、左右輪どちらか一方を基準にして、他方の車輪が前に出ているか後ろに下がっているかを±で表す。ホイールベースの左右差をmm で示す場合と角度を示す場合がある。セットバックの狂いが大きければ、フレーム歪みもあり得る。

## スラスト角（スラストアングル）
スラスト角とは、自動車の進行線（スラストライン）すなわち自動車の進行方向と、自動車の中心線（正しくは幾何学的中心線）とのズレを言う。スラスト角 (Thrust Angle) は、別名をスラストライン偏差角 (Deviation in Alignment)、ジオメトリカル・ドライブ・アクシス (Geometrical Drive Axis) などと言う。
スラスト角の狂いは、後輪の左右個別のトーのアンバランス＝スラストラインそのもののずれやフロントメンバーの横ずれ＝幾何学中心線すなわち測定の基準線のずれ
などが原因で生じる。
スラスト角は、日本ではそれほど重要される傾向はないが、スラスト角が自動車の安全や安定性、ドライバーの疲労にまで影響することから、高速道路の発達したヨーロッパでは非常に重要視されており、スラスト角の許容範囲も0度±10分（0.17度）以内に限定されている。
トータル・ホイールアライメントにおけるスラスト角の設定は、0度±10分（0.17度）以内はもちろん、限りなくゼロ（0度）が望ましい。

### スラスト角の特性（弊害）
自動車が進んでいく方向、すなわち自動車の進行線（スラストライン）は、後輪のトーによって決定される。後輪のトーの左右差が大きいほど、自動車の進行線と自動車の中心線（正しくは幾何学的中心線）の角度差が大きくなり、自動車は斜進する。自動車の進行線が自動車の幾何学的中心線と同一（スラスト角=0度）の場合は問題はないが、自動車の進行線が自動車の幾何学的中心線の角度差が大きい、すなわちスラスト角が大きい場合、自動車を運転する上でいろいろな不具合が生じる。
- 自動車が斜めになって直進するようになり、極端な場合には、自動車の前部が通過しても後部が障害物に当たる
- ステアリングホイール（ハンドル）のセンターが狂い、ステアリングホイールをまっすぐに保っても直進しない
- 左右の旋回時に、一方がオーバーステア（曲がりすぎる）で、一方がアンダーステア（曲がりにくい）になる（一方だけ限界が低く腰砕けのような感覚になると危険）
- ホイールアライメントテスタでステアリングホイールを正しい位置に調整しても、路上テストでステアリングホイールのセンターが合わない。
- 加速や減速で不安定な挙動を示す。

## メンテナンス

### 近年の状況
現代の一般的な自動車ユーザーでは、通常に自動車を運転する上であまり意識しなくなっている調整項目となっている。しかしながら、走行中にタイヤを溝に落としたりしてサスペンションに衝撃を加えてしまった後に、自動車が直進しないように感じたら、すぐ調整する必要がある。そのままではタイヤのグリップレベルも不揃いであり、いざ急ブレーキという時に重大な事故を招きかねない。放置すると、タイヤの偏磨耗にもつながる。
近年の自動車ではあからさまなコスト削減で構造が簡略化され、アライメントを調整するための機構を備えておらず、そのままでは調整できない。なんとか調整するにしても、作業者のスキルが求められる。しかし近年のブームでアライメント調整業務を始めた多くのタイヤショップなどでは、調整機構のない車両での作業はまず出来ない。誰もが気軽に調整を受けられるようになった反面、「調整機構の備わった部分だけ調整して終わり」という中途半端な作業しか受けられないことが多い。ノウハウのある専門店では、本来調整不可能だったリジットアクスルのようなサスペンションでも調整する事がある。

### アライメントの調整と設定
ホイールアライメント調整または設定は、車両の重量がサスペンションの可動部分に適当に配分された上で、1.走行上の安全性、2.適正なタイヤ寿命が確保できるものでなければならない。
ホイールアライメントの調整作業は、後輪から始め、その後に前輪のキャスター、キャンバー、トーの順序で進めていくのが一般的なやり方である。後輪は操舵機構はないが、自動車の進んでいく方向、つまりスラストライン（自動車の進行線）は、後輪の左右のトーと左右のキャンバで決められているので、後輪のホイールアライメント調整が重要となる。足回りを含む事故の修復におけるアライメント調整は、ボデーアライメントの狂いがないこと、サスペンションまわりの部品すべてについて異常がないことが大前提となる。事故車などで、サスペンションまわりの部品を新品に交換しホイールアライメントに異常がないのにまともに走らない場合、その原因はボデーアライメントの歪みであると考えられる。

### サイドスリップテスタによる誤り
サイドスリップテスタは、（前輪の）ホイールアライメントを総合的に判断する測定器であって、このテスタだけではホイールアライメント調整を完了することはできない。
現在、整備工場や修理工場では、日本の車検で使用しているサイドスリップテスタによりアライメントを点検するのが一般的であるが、このテスタで原因不明の異常値が出た場合、すぐにトーの調整をしてしまうのではなく、総合的にホイールアライメントの問題がないか確認する必要がある。
基本的には、サイドスリップテスターの測定値と、アライメントテスターで測定したトウインの値は同じではなく、測定している内容が異なるため、この測定値だけを比較することは問題がある。（かなり近い値ではあるが）
日本の道路運送車両法の保安基準が定められたのは昭和20年（1945年）代のことで、操舵を有する前輪のサイドスリップ値の合否の判定基準は±5 mm以内に定められている。この基準に従い国産車ではサイドスリップ値が±5 mm以上の自動車は作らないが、輸入車には±5 mm以上の自動車も存在し、このような前輪サイドスリップ値に関して運輸支局も認めているものもある。
輸入業者がサイドスリップ値について型式認定時に申請し、実際の車両にはエンジンルーム内にアライメントの設定値が記載されたラベルが貼付けられる。並行輸入車についても、正規輸入車と同等の扱いがなされる。

### アライメントが狂う主な原因
アライメントが狂う主な原因は、「パーツの消耗・劣化」または「部位・パーツの損傷」の2つ。その対象となる部位・パーツは、「ボディー」「サスペンション」「タイヤ・ホイール」の3つである。
| 部位・パーツ     | 原因 | 原因 |
| 部位・パーツ     | 消耗・劣化 | 損傷 |
| ---------------- | --- | --- |
| ボディ           | | - ボディ（内板骨格、特にアンダーフレーム）の歪み・曲がり |
| サスペンション   | - パーツの馴染み - ラバー・ブッシュ類の変化（劣化・消耗） - 車高の変化 - サスペンションの交換 - サスペンションのへたり、油漏れ - パワーステアリングの油圧制御不良 | - サスペンションパーツの変形（損傷・故障） - サスペンション調整機構のずれ - ショックアブソーバーの不良 - 車検時のトウ調整ミス（サイドスリップテスタのみで調整のため） - ブレーキ機構のアンバランス |
| タイヤ・ホイール | - タイヤの空気圧や片べり（異常、左右差） - タイヤ・トレッドパターンの相違 - タイヤの磨耗                                                                          | - ホイールバランスの狂い - ホイールオフセットの相違 - ホイールの損傷（歪み・キズ） |